# Lacul Roșu
Lacul Roșu (local cunoscut și sub numele de Gyilkostó / Lacul Ghilcoș) este un lac de baraj natural format în urma prăbușirii unui versant din cauza cutremurului din 23 ianuarie 1838, ora 18,45. 6,9 magnitudine, VIII intensitate, la poalele Muntelui Hășmașul Mare, în apropierea Cheilor Bicazului, la distanța de 26 km de Gheorgheni, în județul Harghita. La ultimele măsurători, efectuate în anul 1987, dimensiunile acestuia sunt: lacul se întinde pe un perimetru de 2.830 m, aria este de 114.676 m² și volumul apei care se acumulează este de 587.503 m³. Lacul s-a format la altitudinea de 983 m, într-o depresiune cu un climat predominant subalpin.

### Legendă
Numele său provine de la Pârâul Roșu care traversează straturi de culoare roșie cu oxizi și hidroxizi de fier. În limba maghiară se numește gyilkos (tradus „ucigaș”), iar în limba germană Mördersee („Lacul Ucigașul”), deoarece, potrivit legendei, surparea de teren ar fi acoperit un sat, omorându-i atât pe locuitorii lui, cât și animalele. Apa adunată a avut culoarea roșie de așa de mult sânge, încât numele lacului a devenit atât Lacul Roșu, cât și Lacul Ucigaș.
În 1864 apare sub denumirea Lacul Pietrei Roșii. Mai târziu a fost denumit Lacul Ucigaș. Din 1936 este denumit oficial Lacul Roșu. Vechea denumire ungurească pentru lac a fost Veres-to (Lacul Roșu), sub forma Gyilkos-to (Lacul Ghilcoș) apare prima dată în descrierea lui Orbán Balázs. Denumirea muntelui Ghilcoș apare de prima dată în 1773 ca teren al contelui Lazăr.

### Localizare

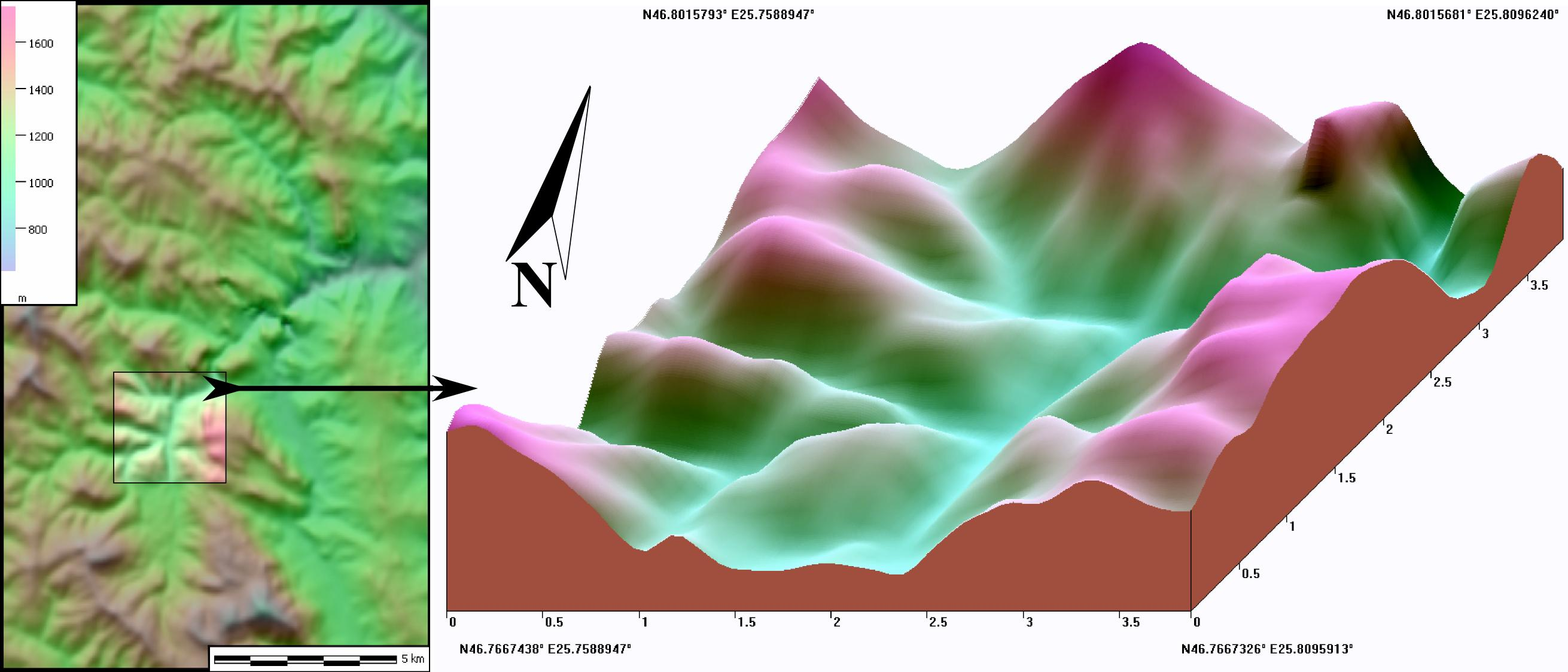
Relieful Lacului Roșu

Lacul Roșu se situează între Suhardul Mic, Suhardul Mare din partea nordică, Munții Podu Calului din partea sud-vestică, Munții Licaș și Munții Kis-Havas din partea nord-vestică, Csíki-Bükk din partea nord-estică și Muntele Ucigaș din partea estică. Lacul este alimentat de patru pâraie mari și încă 12 cursuri de apă temporară, dintre care cele mai importante sunt: Verescheul (Roșul), Licașul, Suhardul, Oii, Ucigașul.

### Formare

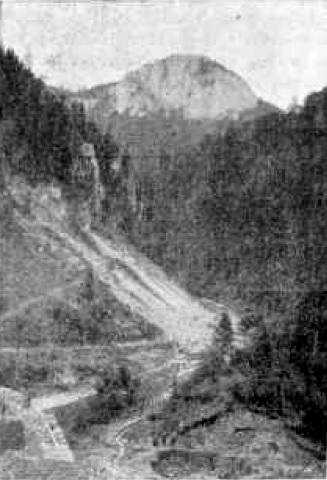
Versantul prăbușit al muntelui Ghilcoș, fotografie realizată înainte de 1914.

Cu toate că Lacul Roșu este o formație tânără, condițiile și timpul de formare a lacului sunt foarte discutate. În timpul formării, zona lacului era o zonă greu accesibilă, din punct de vedere economic neexplorată. După Franz Herbich, un geolog recunoscut în Ținutul Secuiesc, Lacul Roșu s-a format în anul 1838. Acest fapt este justificat și de cutremurul din 11 ianuarie 1838, care s-a repetat în februarie și ar fi putut provoca alunecarea de teren. Un alt an de formare este 1837, care poate să fie argumentat de furtuni foarte violente și ploi puternice. Despre această perioadă a scris Ferenc Puskás în lucrarea lui, Borszék története („Istoria Borsecului”). Esențial este că lacul s-a format prin deplasarea masei argiloase depuse cu ocazia ultimei ere glaciare pe versantul nord-vestic al muntelui Ghilcoș.
Curând după obturarea văii, pădurea de brazi a fost inundată și arborii s-au pietrificat, oferind o particularitate rară întregului peisaj. În primii ani de la formare, lacul s-a extins mai mult – cam un kilometru mai sus în valea pârâului, dar de-a lungul timpului barajul natural s-a erodat, nivelul apei stabilizându-se la nivelul actual.
Din punct de vedere al importanței, este cel mai important lac din țară de acest tip. Locul secund revine lacului Bălătău, nemenționat și puțin cunoscut în literatura științifică.

### Turism

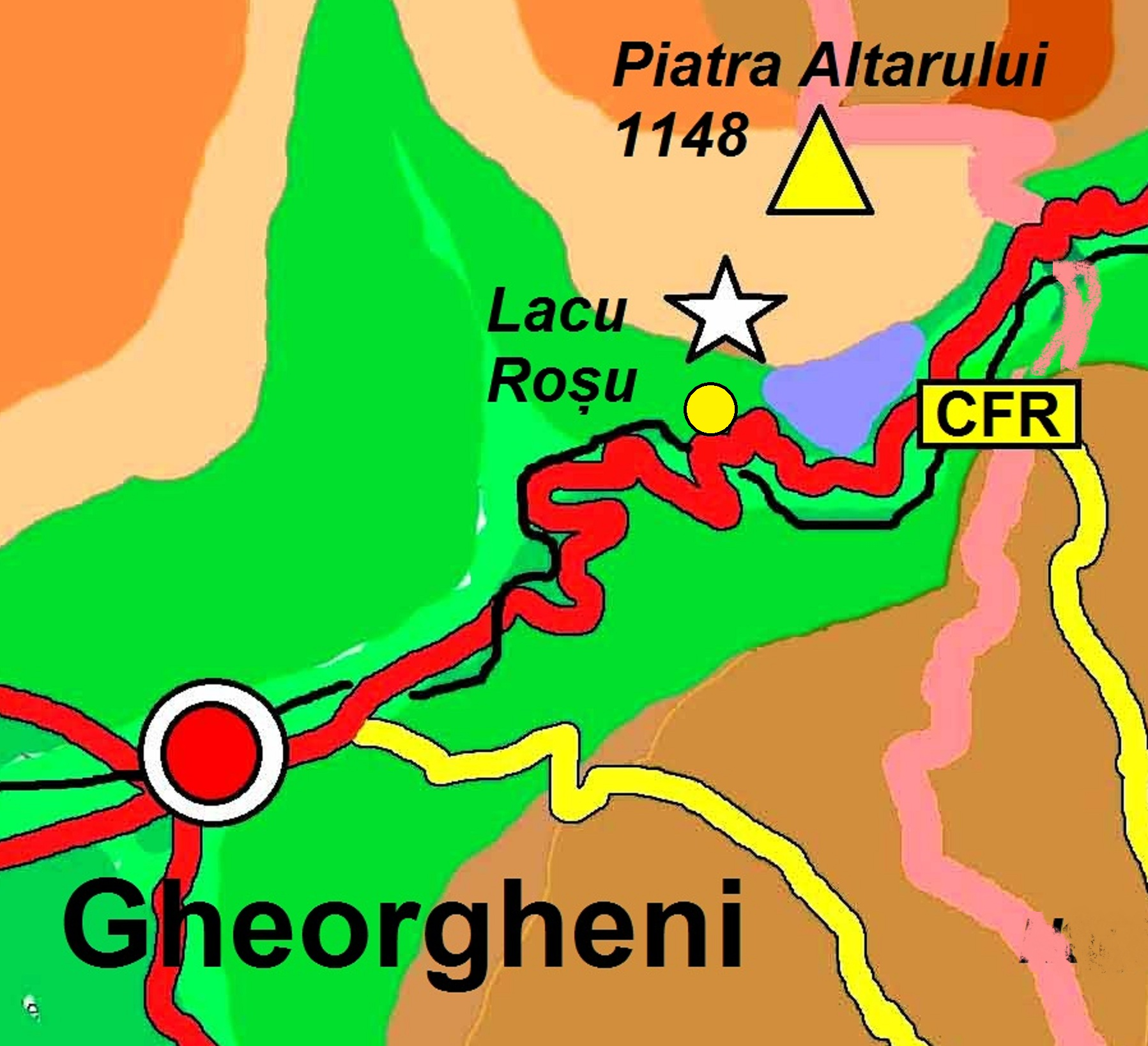
Localizare Lacul Roșu

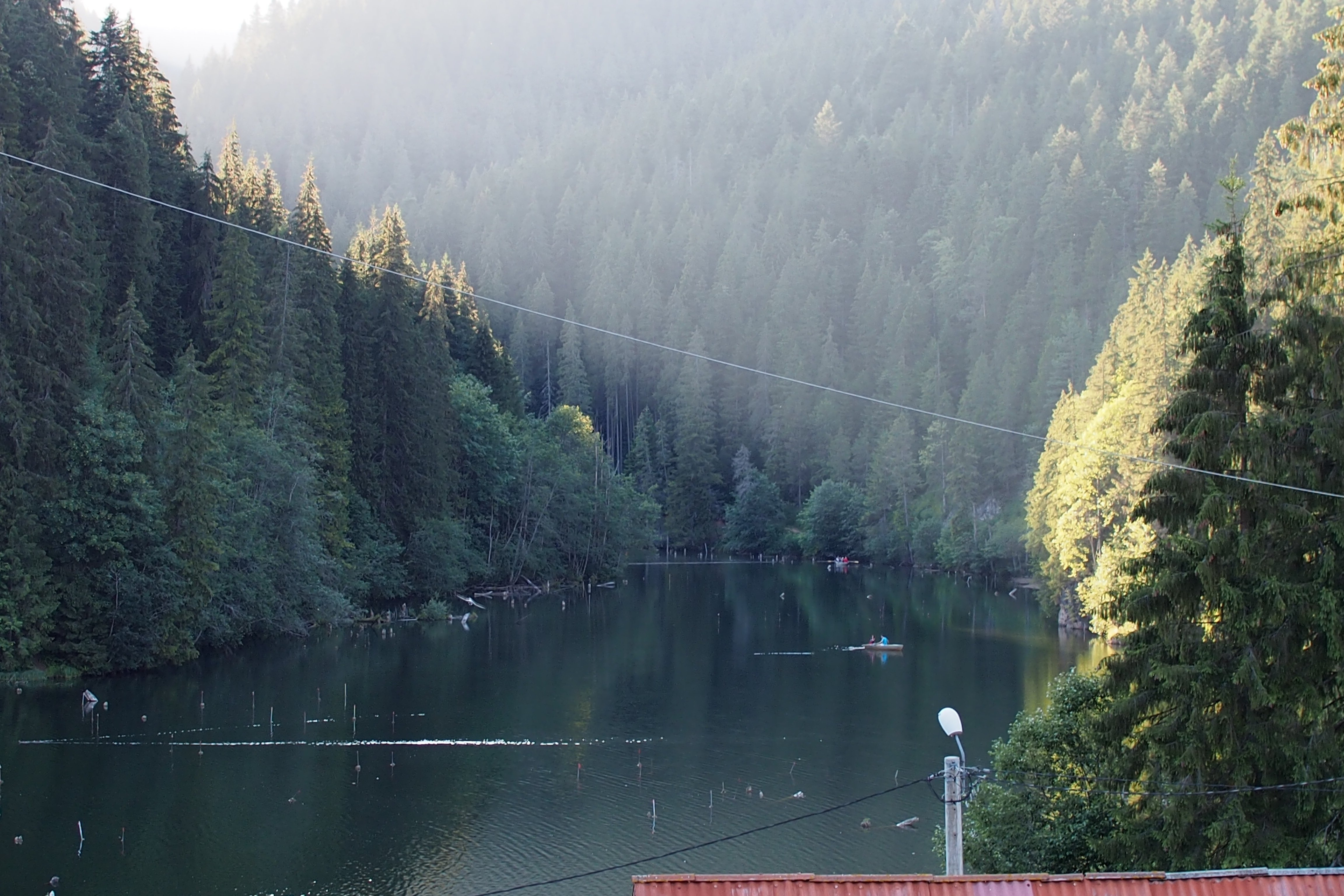

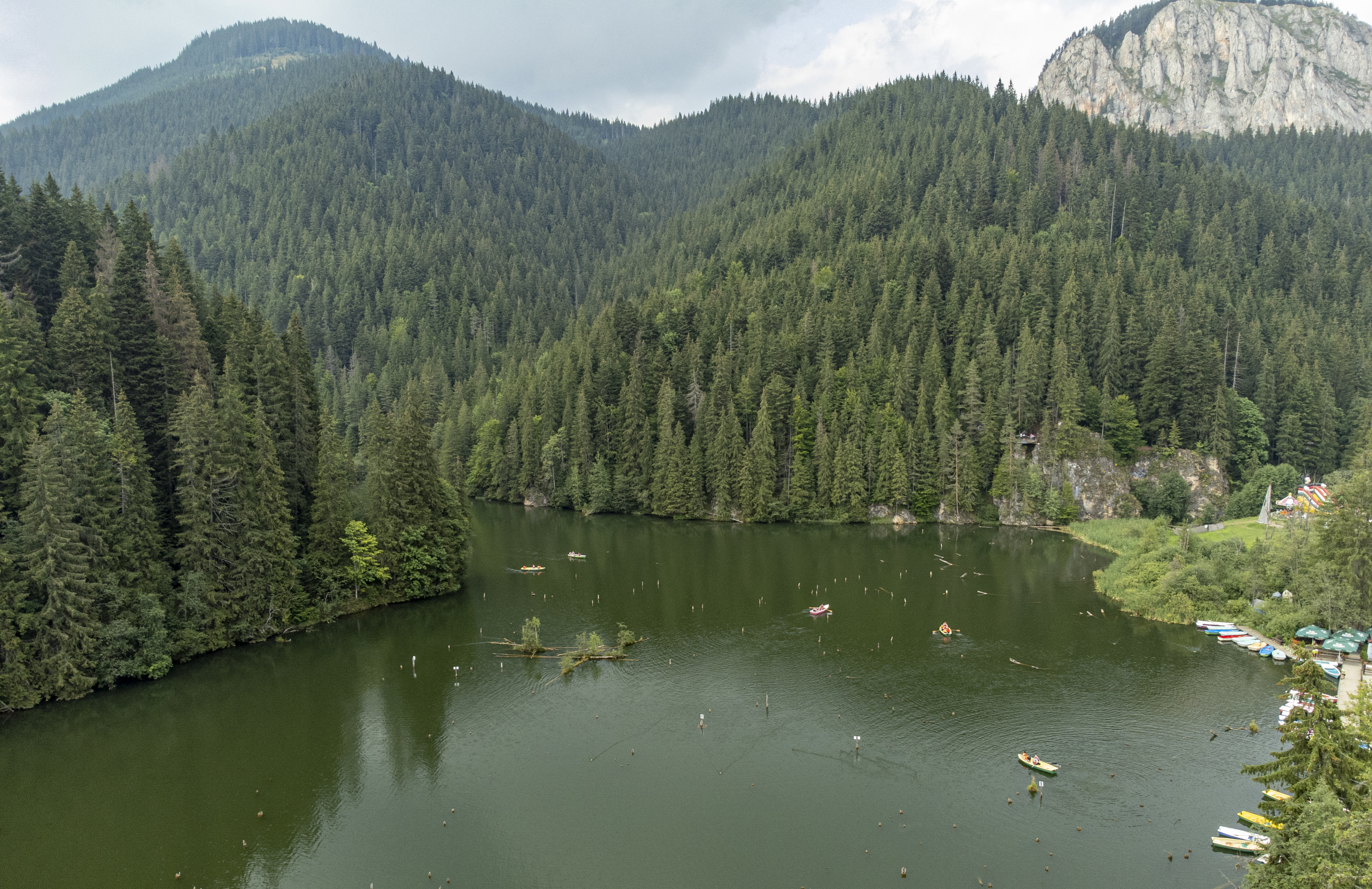

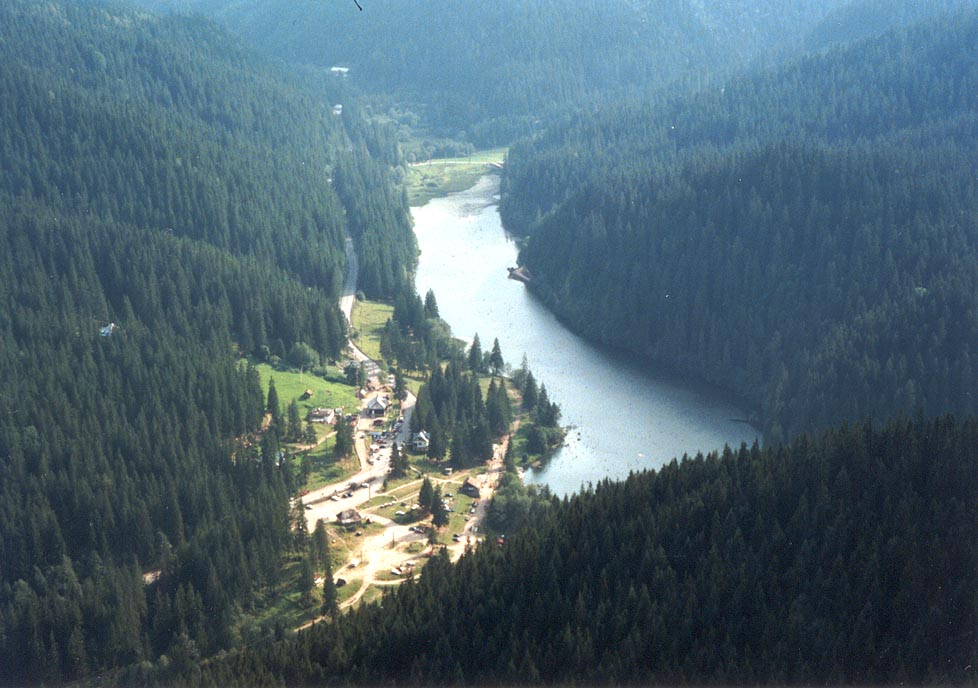
Lacul în vara anului 2000

Împrejurimile lacului au un microclimat plăcut, deosebit de benefic pentru tratarea stărilor de extenuare fizică și psihică, insomnii, neurastenii. Temperatura medie multianuală este de 8°C, peste media de 6°C a depresiunilor intramontane. Valea este practic ferită de vânturi, aerul deosebit de curat, bogat în aerosoli naturali, împrejurimile pitorești oferă condiții excelente pentru cei ce caută surse de regenerare rapidă pe cale naturală. Începând cu anii 1900, tocmai turismul balnear-recreativ a fost cel care a adus dezvoltarea din punctul de vedere a serviciilor turistice a acestei zone.

## Vezi și
- Stațiunea Lacu Roșu
- Tunelul Lacu Roșu
- Listă de lacuri din România